# Čchin Tung-ja
Čchin Tung-ja (čínsky pchin-jinem Qín Dōngyà, znaky 秦东亚; * 3. října 1979 Liao-jang) je bývalá čínská zápasnice – judistka, bronzová olympijská medailistka z roku 2004.

## Sportovní kariéra
S judem začínala v 14 letech v rodném Liao-jangu. Připravovala se v Šen-jangu pod vedením trenéra Liou Jung-fua. V čínské ženské reprezentaci se prosazovala od roku 1999 ve střední váze do 70 kg. V roce 2000 se sedmým místem na mistrovství světa v Birminghamu kvalifikovala na olympijské hry v Sydney. Na olympijských hrách se však nepotkala s formou a vypadla v úvodním kole s Tunisankou Nasríi Tarákíovou. V roce 2004 opět uhájila pozici čínské reprezentační jedničky ve střední váze a startovala na olympijských hrách v Athénách. Ve druhém kole prohrála na ippon technikou uči-mata s Němkou Annett Böhmovou, ale přes opravy se probojovala do boje boje o třetí místo proti Australance Catherine Arloveové. Ve druhé minutě strhla Australanku na zem a po osakomi (držení) vyhrála na ippon. Získala bronzovou olympijskou medaili. Sportovní kariéru ukončila po nevydařené nominaci na domácí olympijské hry v Pekingu v roce 2008.

## Výsledky
| Turnaj            | 1999         | 2000         | 2001         | 2002         | 2003         | 2004         | 2005         | 2006         |
| Turnaj            | 20           | 21           | 22           | 23           | 24           | 25           | 26           | 27           |
| Turnaj            | střední váha | střední váha | střední váha | střední váha | střední váha | střední váha | střední váha | střední váha |
| ----------------- | ------------ | ------------ | ------------ | ------------ | ------------ | ------------ | ------------ | ------------ |
| Olympijské hry    |              | úč.          |              |              |              | 3.           |              |              |
| Mistrovství světa | 7.           |              | —            |              | 5.           |              | —            |              |
| Asijské hry       |              |              |              | 1.           |              |              |              | 3.           |
| Mistrovství Asie  | 2.           | —            | —            |              | —            | —            | —            |              |
| Univerziáda       | —            |              | 1.           |              | —            |              |              |              |
| Akademické MS     |              | —            |              | —            |              | —            |              | —            |